# Rally d'Argentina 2003
Il Rally d'Argentina 2003, ufficialmente denominato 23º YPF Rally Argentina, è stata la quinta prova del campionato del mondo rally 2003 nonché la ventitreesima edizione del Rally d'Argentina e la ventunesima con valenza mondiale. La manifestazione si è svolta dall'8 all'11 maggio sugli sterrati che attraversano gli altopiani e le zone montuose della Provincia di Córdoba, nella parte centro-settentrionale del paese sudamericano, con base a Villa Carlos Paz e le prove speciali da svolgersi interamente nella valle di Punilla attorno alla cittadina di La Cumbre, circa 60 km a nord di Villa Carlos Paz, dove venne allestito il parco assistenza per tutti i concorrenti.
L'evento è stato vinto dal finlandese Marcus Grönholm, navigato dal connazionale Timo Rautiainen, alla guida di una Peugeot 206 WRC della squadra ufficiale Marlboro Peugeot Total, al loro terzo successo stagionale su cinque gare disputate, precedendo la coppia spagnola formata da Carlos Sainz e Marc Martí, su Citroën Xsara WRC della squadra Citroën Total, e quella britannica composta da Richard Burns e Robert Reid, compagni di squadra dei vincitori.
In Argentina si disputava anche la terza tappa del campionato PWRC, che ha visto vincere l'equipaggio costituito dal giapponese Toshihiro Arai e dal copilota di casa Tony Sircombe, su Subaru Impreza WRX STi della scuderia Subaru Production Rally Team, vincitori di categoria anche nel precedente appuntamento neozelandese.
Per ragioni di sicurezza venne cancellata la PS14, la prima da disputarsi nella terza giornata del rally, a causa della moltitudine di spettatori che affollavano il percorso di gara; la successiva venne invece interrotta per lo stesso motivo e furono quindi assegnati dei tempi forfettari ai concorrenti. Il ritardo provocato costrinse gli organizzatori a spostare le ultime due prove della terza frazione (le PS21 e PS22) all'inizio della quarta e ultima giornata.

## Dati della prova
| Denominazione ufficiale             | YPF Rally Argentina                                                     |
| Edizione N°                         | 23                                                                      |
| Tappa N°                            | 5 di 14                                                                 |
| Data manifestazione                 | da venerdì 08/05/2003 a domenica 11/05/2003                             |
| Sede ospitante                      | Villa Carlos Paz (dipartimento di Punilla, provincia di Córdoba)        |
| Sede parco assistenza               | La Cumbre (dipartimento di Punilla, provincia di Córdoba)               |
| Superficie                          | Terra                                                                   |
| Iscritti                            | 88                                                                      |
| Partiti                             | 78                                                                      |
| Arrivati                            | 33 (42,3%)                                                              |
| Prove speciali previste             | 25                                                                      |
| Prove speciali disputate            | 24 (1 cancellata)                                                       |
| Prova più breve                     | 3,02 km (PS1 e PS2: SSS Complejo Pro-Racing)                            |
| Prova più lunga                     | 28,83 km (PS9 e PS25: Ascochinga - La Cumbre)                           |
| Prova più lenta                     | velocità media di 69,28 km/h (PS8: La Cumbre - Agua de Oro 1)           |
| Prova più veloce                    | velocità media di 112,90 km/h (PS13: Museo Fader - Ongamira 2)          |
| Lunghezza prove speciali previste   | 402,35 km                                                               |
| Lunghezza prove speciali disputate  | 379,33 km (27,7% della distanza totale effettiva - cancellati 23,02 km) |
| Lunghezza complessiva trasferimenti | 990,67 km                                                               |
| Distanza totale effettiva           | 1370,00 km                                                              |

## Itinerario
| Frazione   | Data   | Prova  | Ora    | Nome                                    | Lunghezza | Totale    |  |
| ---------- | ------ | ------ | ------ | --------------------------------------- | --------- | --------- |  |
| Frazione 1 | 8 mag  | PS1    | 19:35  | Complejo Pro-Racing (Lane A)            | 3,02 km   | 175,14 km |  |
| Frazione 1 | 8 mag  | PS2    | 19:40  | Complejo Pro-Racing (Lane B)            | 3,02 km   | 175,14 km |  |
| Frazione 1 | 9 mag  |        | 07:33  | Assistenza – La Cumbre (20 min)         | –         | 175,14 km |  |
| Frazione 1 | 9 mag  | PS3    | 08:50  | El Reposo - Los Sauces 1                | 10,03 km  | 175,14 km |  |
| Frazione 1 | 9 mag  | PS4    | 09:17  | Canada de Rio Pinto - Villa Albertina 1 | 10,91 km  | 175,14 km |  |
| Frazione 1 | 9 mag  | PS5    | 09:39  | Villa Albertina - Ischilin 1            | 15,17 km  | 175,14 km |  |
| Frazione 1 | 9 mag  | PS6    | 10:11  | Museo Fader - Ongamira 1                | 18,49 km  | 175,14 km |  |
| Frazione 1 | 9 mag  |        | 10:11  | Assistenza – La Cumbre (20 min)         | –         | 175,14 km |  |
| Frazione 1 | 9 mag  | PS7    | 12:02  | La Falda - Villa Giardino 1             | 9,37 km   | 175,14 km |  |
| Frazione 1 | 9 mag  | PS8    | 12:30  | La Cumbre - Agua de Oro 1               | 21,70 km  | 175,14 km |  |
| Frazione 1 | 9 mag  | PS9    | 13:20  | Ascochinga - La Cumbre 1                | 28,83 km  | 175,14 km |  |
| Frazione 1 | 9 mag  |        | 14:15  | Assistenza – La Cumbre (20 min)         | –         | 175,14 km |  |
| Frazione 1 | 9 mag  | PS10   | 15:32  | El Reposo - Los Sauces 2                | 10,03 km  | 175,14 km |  |
| Frazione 1 | 9 mag  | PS11   | 15:59  | Canada de Rio Pinto - Villa Albertina 2 | 10,91 km  | 175,14 km |  |
| Frazione 1 | 9 mag  | PS12   | 16:21  | Villa Albertina - Ischilin 2            | 15,17 km  | 175,14 km |  |
| Frazione 1 | 9 mag  | PS13   | 16:53  | Museo Fader - Ongamira 2                | 18,49 km  | 175,14 km |  |
| Frazione 1 | 9 mag  |        | 17:58  | Assistenza – La Cumbre (45 min)         | –         | 175,14 km |  |
|            |        |        |        |                                         |           |           |  |
| Frazione 2 | 10 mag |        | 08:03  | Assistenza – La Cumbre (20 min)         | –         | 121,72 km |  |
| Frazione 2 | 10 mag | PS14   | 08:50  | Capilla del Monte - San Marcos Sierra 1 | 23,02 km  | 121,72 km |  |
| Frazione 2 | 10 mag | PS15   | 09:23  | San Marcos Sierra - Charbonier 1        | 9,61 km   | 121,72 km |  |
| Frazione 2 | 10 mag | PS16   | 10:14  | San Marcos Sierra - Cuchi Corral 1      | 22,57 km  | 121,72 km |  |
| Frazione 2 | 10 mag |        | 10:53  | Assistenza – La Cumbre (20 min)         | –         | 121,72 km |  |
| Frazione 2 | 10 mag | PS17   | 11:58  | Cosquin - Villa Allende                 | 19,19 km  | 121,72 km |  |
| Frazione 2 | 10 mag | PS18   | 13:08  | Carlos Paz - Cabalango                  | 14,81 km  | 121,72 km |  |
| Frazione 2 | 10 mag | PS19   | 13:36  | Tanti - Cosquin                         | 9,50 km   | 121,72 km |  |
| Frazione 2 | 10 mag |        | 14:47  | Assistenza – La Cumbre (20 min)         | –         | 121,72 km |  |
| Frazione 2 | 10 mag | PS20   | 15:34  | Capilla del Monte - San Marcos Sierra 2 | 23,02 km  | 121,72 km |  |
| Frazione 2 | 10 mag |        | 17:37  | Assistenza – La Cumbre (45 min)         | –         | 121,72 km |  |
|            |        |        |        |                                         |           |           |  |
| Frazione 3 | 11 mag | PS21   | 08:30  | Capilla del Monte - San Marcos Sierra 3 | 23,02 km  | 105,49 km |  |
| Frazione 3 | 11 mag | PS22   | 09:00  | San Marcos Sierra - Cuchi Corral 2      | 22,57 km  | 105,49 km |  |
| Frazione 3 | 11 mag |        | 09:48  | Assistenza – La Cumbre (20 min)         | –         | 105,49 km |  |
| Frazione 3 | 11 mag | PS23   | 10:32  | La Falda - Villa Giardino 2             | 9,37 km   | 105,49 km |  |
| Frazione 3 | 11 mag | PS24   | 11:00  | La Cumbre - Agua de Oro 2               | 21,70 km  | 105,49 km |  |
| Frazione 3 | 11 mag | PS25   | 11:50  | Ascochinga - La Cumbre 2                | 28,83 km  | 105,49 km |  |
| Frazione 3 | 11 mag |        | 12:31  | Assistenza – La Cumbre (20 min)         | –         | 105,49 km |  |
| Totale     | Totale | Totale | Totale | Totale                                  | Totale    | 402,35 km |  |

## Risultati

### Classifica
| Pos.                   | Nº       | Pilota               | Co-pilota            | Auto                      | Squadra                      | Classe    | Tempo     | Distacco | Punti    |
| Generale               | Generale | Generale             | Generale             | Generale                  | Generale                     | Generale  | Generale  | Generale | Generale |
| ---------------------- | -------- | -------------------- | -------------------- | ------------------------- | ---------------------------- | --------- | --------- | -------- | -------- |
| 1.                     | 1        | Marcus Grönholm      | Timo Rautiainen      | Peugeot 206 WRC (2002)    | Marlboro Peugeot Total       | WRC       | 4h14'45"0 | –        | 10       |
| 2.                     | 19       | Carlos Sainz         | Marc Martí           | Citroën Xsara WRC         | Citroën Total                | WRC       | 4h15'11"6 | +26"6    | 8        |
| 3.                     | 2        | Richard Burns        | Robert Reid          | Peugeot 206 WRC (2002)    | Marlboro Peugeot Total       | WRC       | 4h15'57"8 | +1'12"8  | 6        |
| 4.                     | 3        | Harri Rovanperä      | Risto Pietiläinen    | Peugeot 206 WRC (2002)    | Marlboro Peugeot Total       | WRC       | 4h17'04"3 | +2'19"3  | 5        |
| 5.                     | 7        | Petter Solberg       | Phil Mills           | Subaru Impreza WRC2003    | 555 Subaru WRT               | WRC       | 4h17'56"4 | +3'11"4  | 4        |
| 6.                     | 14       | Didier Auriol        | Denis Giraudet       | Škoda Octavia WRC Evo3    | Škoda Motorsport             | WRC       | 4h22'43"5 | +7'58"5  | 3        |
| 7.                     | 15       | Toni Gardemeister    | Paavo Lukander       | Škoda Octavia WRC Evo3    | Škoda Motorsport             | WRC       | 4h23'18"7 | +8'33"7  | 2        |
| 8.                     | 5        | François Duval       | Stéphane Prévot      | Ford Focus RS WRC 03      | Ford Rallye Sport            | WRC       | 4h26'40"3 | +11'55"3 | 1        |
| 9.                     | 54       | Toshihiro Arai       | Tony Sircombe        | Subaru Impreza WRX        | Subaru Production Rally Team | N4 / PWRC | 4h34'46"7 | +20'01"7 | -        |
| 10.                    | 33       | Gabriel Raies        | Jorge Pérez Companc  | Toyota Corolla WRC        | -                            | WRC       | 4h34'48"4 | +20'03"4 | -        |
| Campionato piloti PWRC |          |                      |                      |                           |                              |           |           |          |          |
| 1. (9.)                | 54       | Toshihiro Arai       | Tony Sircombe        | Subaru Impreza WRX        | Subaru Production Rally Team | N4 / PWRC | 4h34'46"7 | –        | 10       |
| 2. (12.)               | 52       | Dani Solà            | Álex Romaní          | Mitsubishi Lancer Evo VII | -                            | N4 / PWRC | 4h36'56"3 | +2'09"6  | 8        |
| 3. (13.)               | 51       | Karamjit Singh       | Allen Oh             | Proton Pert               | Petronas EON Racing Team     | N4 / PWRC | 4h38'13"4 | +3'26"7  | 6        |
| 4. (14.)               | 57       | Giovanni Manfrinato  | Claudio Condotta     | Mitsubishi Lancer Evo VI  | -                            | N4 / PWRC | 4h39'11"9 | +4'25"2  | 5        |
| 5. (18.)               | 77       | Alfredo De Dominicis | Giovanni Bernacchini | Mitsubishi Lancer Evo VII | -                            | N4 / PWRC | 4h59'51"0 | +25'04"3 | 4        |
| 6. (22.)               | 80       | Ricardo Triviño      | Jorge Gonzalez       | Mitsubishi Lancer Evo VII | -                            | N4 / PWRC | 5h16'34"3 | +41'47"6 | 3        |
| 7. (24.)               | 70       | Riccardo Errani      | Stefano Casadio      | Mitsubishi Lancer Evo VI  | -                            | N4 / PWRC | 5h31'12"3 | +56'25"6 | 2        |

| Principali ritiri | Principali ritiri | Principali ritiri | Principali ritiri | Principali ritiri      | Principali ritiri        | Principali ritiri | Principali ritiri   | Principali ritiri |
| PS                | Nº                | Pilota            | Co-pilota         | Auto                   | Squadra                  | Classe            | Causa               | Pos.              |
| ----------------- | ----------------- | ----------------- | ----------------- | ---------------------- | ------------------------ | ----------------- | ------------------- | ----------------- |
| PS 7              | 11                | Freddy Loix       | Sven Smeets       | Hyundai Accent WRC3    | Hyundai World Rally Team | WRC               | Motore              | 66º               |
| PS 9              | 17                | Colin McRae       | Derek Ringer      | Citroën Xsara WRC      | Citroën Total            | WRC               | Incendio            | 7º                |
| PS 20             | 18                | Sébastien Loeb    | Daniel Elena      | Citroën Xsara WRC      | Citroën Total            | WRC               | Incidente           | 5º                |
| PS 21             | 4                 | Markko Märtin     | Michael Park      | Ford Focus RS WRC 03   | Ford Rallye Sport        | WRC               | Pressione dell'olio | 1º                |
| PS 21             | 8                 | Tommi Mäkinen     | Kaj Lindström     | Subaru Impreza WRC2003 | 555 Subaru WRT           | WRC               | Ritiro volontario   | 13º               |
| PS 24             | 10                | Armin Schwarz     | Manfred Hiemer    | Hyundai Accent WRC3    | Hyundai World Rally Team | WRC               | Motore              | 6º                |

Legenda
| Icona | Classe                                                                                  |
| ----- | --------------------------------------------------------------------------------------- |
| WRC   | Equipaggio di classe A8 che può conquistare punti per il campionato costruttori WRC     |
| WRC   | Equipaggio di classe A8 che non può conquistare punti per il campionato costruttori WRC |
| PWRC  | Equipaggio registrato al campionato PWRC                                                |
| JWRC  | Equipaggio registrato al campionato Junior WRC                                          |
|       | Ulteriori classificazioni                                                               |

### Prove speciali
| Frazione   | Data   | Prova | Ora   | Nome                                    | Lunghezza | Vincitori                         | Tempo            | Velocità media   | Leader del rally                |
| ---------- | ------ | ----- | ----- | --------------------------------------- | --------- | --------------------------------- | ---------------- | ---------------- | ------------------------------- |
| Frazione 1 | 8 Mag  | PS1   | 19:35 | Complejo Pro-Racing (Lane A)            | 3,02 km   | Marcus Grönholm Timo Rautiainen   | 2'09"7           | 83,82 km/h       | Marcus Grönholm Timo Rautiainen |
| Frazione 1 | 8 Mag  | PS2   | 19:35 | Complejo Pro-Racing (Lane B)            | 3,02 km   | Richard Burns Robert Reid         | 2'09"4           | 84,02 km/h       | Marcus Grönholm Timo Rautiainen |
| Frazione 1 | 9 mag  | PS3   | 08:50 | El Reposo - Los Sauces 1                | 10,03 km  | Marcus Grönholm Timo Rautiainen   | 5'44"9           | 104,69 km/h      | Marcus Grönholm Timo Rautiainen |
| Frazione 1 | 9 mag  | PS4   | 09:17 | Canada de Rio Pinto - Villa Albertina 1 | 10,91 km  | Marcus Grönholm Timo Rautiainen   | 7'43"4           | 84,76 km/h       | Marcus Grönholm Timo Rautiainen |
| Frazione 1 | 9 mag  | PS5   | 09:39 | Villa Albertina - Ischilin 1            | 15,17 km  | Tommi Mäkinen Kaj Lindström       | 8'54"5           | 102,17 km/h      | Marcus Grönholm Timo Rautiainen |
| Frazione 1 | 9 mag  | PS6   | 10:11 | Museo Fader - Ongamira 1                | 18,49 km  | Carlos Sainz Marc Martí           | 10'12"7          | 108,64 km/h      | Marcus Grönholm Timo Rautiainen |
| Frazione 1 | 9 mag  | PS7   | 12:02 | La Falda - Villa Giardino 1             | 9,37 km   | Carlos Sainz Marc Martí           | 6'25"1           | 87,59 km/h       | Marcus Grönholm Timo Rautiainen |
| Frazione 1 | 9 mag  | PS8   | 12:30 | La Cumbre - Agua de Oro 1               | 21,70 km  | Harri Rovanperä Risto Pietiläinen | 18'47"6          | 69,28 km/h       | Marcus Grönholm Timo Rautiainen |
| Frazione 1 | 9 mag  | PS9   | 13:20 | Ascochinga - La Cumbre 1                | 28,83 km  | Carlos Sainz Marc Martí           | 19'07"4          | 90,45 km/h       | Carlos Sainz Marc Martí         |
| Frazione 1 | 9 mag  | PS10  | 15:32 | El Reposo - Los Sauces 2                | 10,03 km  | Markko Märtin Michael Park        | 5'38"4           | 106,70 km/h      | Carlos Sainz Marc Martí         |
| Frazione 1 | 9 mag  | PS11  | 15:59 | Canada de Rio Pinto - Villa Albertina 2 | 10,91 km  | Marcus Grönholm Timo Rautiainen   | 7'38"2           | 85,72 km/h       | Carlos Sainz Marc Martí         |
| Frazione 1 | 9 mag  | PS12  | 16:21 | Villa Albertina - Ischilin 2            | 15,17 km  | Marcus Grönholm Timo Rautiainen   | 8'47"5           | 103,53 km/h      | Carlos Sainz Marc Martí         |
| Frazione 1 | 9 mag  | PS13  | 16:53 | Museo Fader - Ongamira 2                | 18,49 km  | Markko Märtin Michael Park        | 9'49"6           | 112,90 km/h      | Carlos Sainz Marc Martí         |
|            |        |       |       |                                         |           |                                   |                  |                  | Carlos Sainz Marc Martí         |
| Frazione 2 | 10 Mag | PS14  | 08:50 | Capilla del Monte - San Marcos Sierra 1 | 23,02 km  | prova cancellata                  | prova cancellata | prova cancellata | Carlos Sainz Marc Martí         |
| Frazione 2 | 10 Mag | PS15  | 09:23 | San Marcos Sierra - Charbonier 1        | 9,61 km   | prova interrotta                  | 6'33"77          | 87,87 km/h       | Carlos Sainz Marc Martí         |
| Frazione 2 | 10 Mag | PS16  | 10:14 | San Marcos Sierra - Cuchi Corral 1      | 22,57 km  | Carlos Sainz Marc Martí           | 13'13"6          | 102,38 km/h      | Carlos Sainz Marc Martí         |
| Frazione 2 | 10 Mag | PS17  | 11:58 | Cosquin - Villa Allende                 | 19,19 km  | Marcus Grönholm Timo Rautiainen   | 13'17"0          | 86,68 km/h       | Carlos Sainz Marc Martí         |
| Frazione 2 | 10 Mag | PS18  | 13:08 | Carlos Paz - Cabalango                  | 14,81 km  | Marcus Grönholm Timo Rautiainen   | 10'08"3          | 87,65 km/h       | Carlos Sainz Marc Martí         |
| Frazione 2 | 10 Mag | PS19  | 13:36 | Tanti - Cosquin                         | 9,50 km   | Carlos Sainz Marc Martí           | 5'52"1           | 97,13 km/h       | Markko Märtin Michael Park      |
| Frazione 2 | 10 Mag | PS20  | 15:34 | Capilla del Monte - San Marcos Sierra 2 | 23,02 km  | Marcus Grönholm Timo Rautiainen   | 17'06"5          | 80,73 km/h       | Markko Märtin Michael Park      |
|            |        |       |       |                                         |           |                                   |                  |                  |                                 |
| Frazione 3 | 11 Mag | PS21  | 08:30 | Capilla del Monte - San Marcos Sierra 3 | 23,02 km  | Marcus Grönholm Timo Rautiainen   | 16'49"2          | 82,12 km/h       | Marcus Grönholm Timo Rautiainen |
| Frazione 3 | 11 Mag | PS22  | 09:00 | San Marcos Sierra - Cuchi Corral 2      | 22,57 km  | Carlos Sainz Marc Martí           | 13'04"6          | 103,56 km/h      | Marcus Grönholm Timo Rautiainen |
| Frazione 3 | 11 Mag | PS23  | 10:32 | La Falda - Villa Giardino 2             | 9,37 km   | Marcus Grönholm Timo Rautiainen   | 6'24"4           | 87,75 km/h       | Marcus Grönholm Timo Rautiainen |
| Frazione 3 | 11 Mag | PS24  | 11:00 | La Cumbre - Agua de Oro 2               | 21,70 km  | Marcus Grönholm Timo Rautiainen   | 18'23"6          | 70,79 km/h       | Marcus Grönholm Timo Rautiainen |
| Frazione 3 | 11 Mag | PS25  | 11:50 | Ascochinga - La Cumbre 2                | 28,83 km  | Carlos Sainz Marc Martí           | 18'36"5          | 92,96 km/h       | Marcus Grönholm Timo Rautiainen |

## Classifiche mondiali
Classifica piloti
| Pos. | Pos. | Pilota            | Punti |
| ---- | ---- | ----------------- | ----- |
| 1    |      | Richard Burns     | 32    |
| 2    |      | Marcus Grönholm   | 30    |
| 3    | 2    | Carlos Sainz      | 24    |
| 4    | 1    | Sébastien Loeb    | 17    |
| 5    | 1    | Colin McRae       | 17    |
| 6    | 2    | Petter Solberg    | 13    |
| 7    | 1    | Markko Märtin     | 13    |
| 8    | 1    | Tommi Mäkinen     | 11    |
| 9    |      | François Duval    | 9     |
| 10   |      | Toni Gardemeister | 9     |
| 11   | N    | Harri Rovanperä   | 5     |
| 12   | 1    | Gilles Panizzi    | 4     |
| 13   | 1    | Didier Auriol     | 4     |
| 14   | 2    | Cédric Robert     | 3     |
| 14   | 2    | Alister McRae     | 3     |
| 16   | 2    | Armin Schwarz     | 1     |

Classifica costruttori WRC
| Pos. | Pos. | Squadra                  | Punti |
| ---- | ---- | ------------------------ | ----- |
| 1    |      | Marlboro Peugeot Total   | 65    |
| 1    |      | Citroën Total            | 52    |
| 3    |      | Ford Rallye Sport        | 29    |
| 4    |      | 555 Subaru WRT           | 27    |
| 5    |      | Škoda Motorsport         | 19    |
| 6    |      | Hyundai World Rally Team | 3     |